# 10º Jamboree mondiale dello scautismo
Il 10º Jamboree mondiale dello scautismo si è tenuto a Mt. Makiling, Laguna, nelle Filippine, dal 17 al 26 luglio 1959. In un solo giorno si poterono contare mezzo milione di visitatori.